# Садовка (Северо-Казахстанская область)
Садовка (каз. Садовка) — село в районе Шал акына Северо-Казахстанской области Казахстана. Входит в состав Афанасьевского сельского округа. Код КАТО — 595633500.

## Население
В 1999 году численность населения села составляла 290 человек (144 мужчины и 146 женщин). По данным переписи 2009 года, в селе проживало 218 человек (107 мужчин и 111 женщин).